# Robert Cochran (nhà sản xuất truyền hình)
Đối với những người mang tên Robert Cochran khác, xem Robert Cochran (định hướng)
Robert Cochran (hay còn gọi là Bob Cochran) là một nhà sản xuất chương trình truyền hình và đồng sáng lập loạt phim truyền hình dài tập 24. Trước đó, ông và Joel Surnow cũng tạo ra và sản xuất phim truyền hình La Femme Nikita và sau này làm người tư vấn cho phim. Gần đây, ông tạo ra các chương trình truyền hình như Company Man với David Ehrman cũng như là The Call với David Hemingson.
Năm 2014, ông trở lại để viết kịch bản cho bộ phim truyền hình 24: Live Another Day.